# Micofenolato mofetile
Il micofenolato mofetile (MMF) è un farmaco immunosoppressore, utilizzato per prevenire il rigetto nei pazienti sottoposti a trapianto di organi. Si ottiene dall'acido micofenolico, originariamente estratto da muffe del genere Penicillium.

## Farmacocinetica
Il farmaco è rapidamente assorbito dopo somministrazione per via orale. In caso di somministrazione endovenosa, la biodisponibilità assoluta (espressa in termini di AUC) è del 94%. Il micofenolato mofetile è in realtà un profarmaco: una volta assorbito, subisce un processo di idrolisi che lo trasforma nel suo metabolita attivo, l'acido micofenolico (MPA). Quest'ultimo entra in circolo e si lega per il 98% all'albumina. Il farmaco attivo è metabolizzato prevalentemente dal fegato mediante l'enzima glucuronil transferasi: l'acido micofenolico viene glucuronato ottenendo una sostanza farmacologicamente inattiva e solubile in acqua, detta MPAG (acido micofenolico glucuronato) che viene quindi eliminata per via renale con le urine. L'emivita del principio attivo va dalle 8 alle 16 ore, mentre quella del metabolita glucuronato oscilla fra 13 e 17 ore.

## Farmacodinamica
Il micofenolato esercita i suoi effetti sul sistema immunitario mediante l'inibizione della sintesi de novo delle purine, uno dei due tipi di basi azotate che entrano nella composizione dei nucleotidi e quindi del DNA. L'acido micofenolico, infatti, è un potente inibitore dell'enzima inosina monofosfato deidrogenasi (IMPDH), fondamentale per la sintesi dei nucleotidi purinici. Poiché la proliferazione dei linfociti B e T è strettamente legata alla sintesi delle purine (mentre altri tipi di cellule possono recuperare le purine da altre fonti), ciò si traduce in un blocco della produzione di linfociti. In particolare, l'MPA inibisce la risposta proliferativa dei linfociti a vari tipi di stimoli; inoltre blocca la produzione di anticorpi da parte dei linfociti B e l'adesione dei linfociti all'endotelio vascolare, un evento importante ai fini della risposta immunitaria.

## Usi clinici
Per i suoi effetti sui linfociti, il micofenolato mofetile è utilizzato per la prevenzione del rigetto d'organo nei pazienti sottoposti a trapianto di rene, fegato e cuore. Spesso è utilizzato in associazione con farmaci steroidei come il prednisone, in alternativa ad altri immunosoppressori come ciclosporina o tacrolimus. Nei trapianti cardiaci, in particolare, l'uso del MMF è associato ad una minore incidenza di rigetto e di effetti tossici rispetto all'azatioprina, farmaco tradizionalmente utilizzato.
Il micofenolato mofetile è indicato per la prevenzione del rigetto del trapianto d'organo in pazienti adulti e rigetto del trapianto renale in bambini oltre i 2 anni e per la prevenzione del rigetto del trapianto renale negli adulti. 
Come immunosoppressore, il micofenolato mofetile ha drasticamente diminuito l'incidenza di rigetto acuto nel trapianto d'organo solido, ed è sempre più utilizzato per limitare il trattamento con steroidi in caso di disturbi del sistema immunitario, tra cui la nefropatia immunoglobulina A, vasculiti dei piccoli vasi, e la psoriasi.
Il micofenolato mofetile è utilizzato anche nel trattamento della nefrite lupica. Uno studio condotto in Belgio nel 2010 non ha però evidenziato differenze significative nell'incidenza di riacutizzazioni fra i pazienti trattati con MMF e quelli trattati con azatioprina.
L'uso crescente  nel trattamento della nefrite lupica ha dimostrato risposte complete più frequenti con meno complicanze rispetto alla terapia con ciclofosfamide in bolo, un regime con il rischio di soppressione del midollo osseo, la sterilità, e malignità. Altri lavori sulla terapia di mantenimento con micofenolato mofetile hanno dimostrato la sua superiorità rispetto alla ciclofosfamide, sempre in termini di risposta e di effetti collaterali. Walsh et al. proposero che il micofenolato mofetile deve essere considerato come una terapia di prima linea di induzione per il trattamento della nefrite lupica nei pazienti senza disfunzione renale, suggerendo che il micofenolato mofetile verrà usato più frequentemente nella pratica medica.
Il farmaco trova impiego anche in alcune glomerulonefriti primitive (malattie infiammatorie a genesi immunologica, che interessano fin dall'inizio i glomeruli renali), in caso di insuccesso delle terapie comuni. In particolare, il MMF viene utilizzato in casi di sindrome nefrosica idiopatica (ossia senza una causa apparente), di glomerulonefrite membranosa e di glomerulonefrite a depositi mesangiali di IgA in caso di mancata risposta terapeutica ai corticosteroidi, alla ciclosporina e ai farmaci citotossici.

### Confronto con altri agenti
Rispetto all'azatioprina, è significativamente più alta l'incidenza di diarrea, mentre non è stata riscontrata alcuna differenza nell'incidenza degli altri effetti collaterali. L'acido micofenolico è 15 volte più costoso di azatioprina Le differenze terapeutiche tra il micofenolato e l'azatioprina non sono ancora state definitivamente stabilite. Nell'immunosoppressione a lungo termine, può essere usato per evitare gli inibitori della calcineurina o gli steroidi.

### Potenziali usi
Il micofenolato mofetile comincia ad essere utilizzato nella terapia di malattie autoimmuni come la porpora trombocitopenica idiopatica (ITP), il lupus eritematoso sistemico (LES), la sclerodermia (sclerosi sistemica o sclerodermia) e il pemfigo volgare (PV), ottenendo buoni risultati terapeutici in alcuni pazienti.
Inoltre è attualmente utilizzato come terapia a lungo termine per il mantenimento della remissione delle vasculiti C-ANCA positive (granulomatosi di Wegener). Un'associazione di micofenolato mofetile e ribavirina è stata utilizzata per fermare l'infezione e la replicazione del virus della dengue in vitro.

## Tossicità ed effetti indesiderati
La dose letale (LD50) del farmaco è stata misurata sperimentalmente negli animali. Essa corrisponde a 352 mg/kg nei ratti, 1000 mg/kg nei topi e oltre 6000 mg/kg nei conigli.
Nell'uomo gli eventi avversi osservati sono prevalentemente ematologici (riduzione del numero totale di globuli bianchi e di quello dei neutrofili, denominati rispettivamente leucopenia e neutropenia): per tale motivo è importante il controllo periodico dell'emocromo nei pazienti in trattamento. L'uso del MMF nei pazienti trapiantati aumenta l'incidenza di infezioni da citomegalovirus e deve pertanto essere associato ad una adeguata profilassi dell'infezione; non sono invece dimostrati effetti del farmaco sull'incidenza di tumori, né nel senso di un aumento del rischio né in senso protettivo. Altri possibili effetti indesiderati riguardano l'apparato gastrointestinale (nausea, vomito, diarrea e dispepsia).
Le reazioni avverse comuni al farmaco (≥ 1% dei pazienti) associate alla terapia con micofenolato comprendono diarrea, nausea, vomito, infezioni, leucopenia o anemia. Il Micofenolato sodico è anche comunemente associato ad affaticamento, mal di testa e tosse. La somministrazione di micofenolato per via endovenosa è anche comunemente associata con tromboflebiti e trombosi. Effetti avversi rari (0,1-1% dei pazienti) includono l'esofagite, la gastrite, emorragie del tratto gastrointestinale ed infezioni generalizzate da citomegalovirus (CMV). Sono anche stati riportati vari casi di aplasia eritroide pura (PRCA).